# Agencija za promicanje izvoza i ulaganja
Agencija za promicanje izvoza i ulaganja (ili skraćeno APIU) je agencija Vlade Republike Hrvatske čija je osnovna zadaća pružanje različitih usluga investitorima pri realizaciji ulagačkih projekata, predlaganje mjera za unaprjeđenje ulagačkog okruženja te prezentacija Hrvatske u inozemstvu kao poželjne ulagačke lokacije. 
Sjedište agencije za promicanje izvoza i ulaganja nalazi se u Zagrebu
Rad ove agencije organiziran je u četiri sektora: 
- Sektor za strateško planiranje,
- Sektor za podršku ulagačima,
- Sektor za podršku izvoznicima i
- Sektor za javno privatno partnerstvo

## Vanjske poveznice
- APIU službene stranice